# Kirjasalo
Kirjasalo (russisch: Кирьясало) war ein Dorf, das etwa 75 km nördlich von Sankt Petersburg lag.
Es war Teil der historischen Provinz Ingermanland, in der die finnischen Stämme der Ingrier, Woten und Wepsen (mit Ausnahme von Sankt Petersburg) einen Großteil der Bevölkerung ausmachte.

## Geschichte

### Vor dem Russischen Bürgerkrieg
Das Dorf Koriasilka wurde zum ersten Mal auf einer Karte aus dem 17. Jahrhundert erwähnt.
In einer ethnographischen Karte aus dem Jahr 1849 gehört Kirjasalo zum Siedlungsraum der Ingrier.

### Während des Russischen Bürgerkriegs
Als 1917 der Russische Bürgerkrieg ausbrach, nutzte Finnland die Gunst der Stunde und erklärte sich für unabhängig. Da die neue Grenze direkt an Kirjasalo vorbeilief, bekam das Dorf eine Zollstation. Ende 1919 eroberte ein Freikorps den Norden von Ingermanland und erklärte Kirjasalo zur Hauptstadt des neuen Staates Nordingermanland. Der neue Staat wurde jedoch schon am 14. Oktober 1920 im Frieden von Dorpat an Russland zurückgegeben.

### Nach dem Russischen Bürgerkrieg
Der Ort erreichte 1933 mit 432 Einwohnern seine höchste Einwohnerzahl. Danach begann unter Stalin die Deportierung der Ingrier nach Sibirien.
Im Frühjahr 1939 hörte Kirjasalo mit der Auflösung seines Nationalen Gemeinderats endgültig auf zu existieren.

## Post
Während der Unabhängigkeit von Nordingermanland brachte die Regierung unter General Georg Elfvengren eigene Briefmarken heraus. Diese wurden nur in Kirjasalo verwendet und ihr Verkauf machte zeitweise zwei Drittel der Einnahmen des Volksrats aus.